# HD 177830
HD 177830是一顆位於天琴座的視星等7等恆星，距離地球約190光年。它的質量稍高於太陽，但光譜類型是表面溫度低於太陽的 K 型恆星，屬於演化階段晚於太陽次巨星。它的可見光光度是太陽的四倍，但因為距離因素，只能用雙筒望遠鏡觀測。
該恆星旁目前已經發現兩顆太陽系外行星。

## 行星系統
1999年11月14日，利克－卡內基系外行星巡天團隊宣布以徑向速度法成功發現HD 177830 b和另外兩顆系外行星。該行星的質量高於木星將近50%，以407日週期在極接近圓形的軌道上公轉。2000年時一組天文學家基於依巴谷衛星的原始資料提出HD 177830 b的軌道傾角大約只有1.3°。如果是這樣的話，它的真實質量應是木星的67倍，屬於棕矮星。但行星不太可能有這樣的軌道。進一步來說，在質量相當於太陽的恆星旁很少有軌道週期相當短的棕矮星（棕矮星沙漠），因此這項聲明的可能性並不高。
2010年11月17日天文學家宣布發現HD 177830 c和另外四顆系外行星。該行星的質量大約是土星的50%，以111日週期在離心率極高的橢圓軌道公轉。它和較外側行星有接近4:1的軌道共振。
| 成員 (依恆星距離) | 质量            | 半長軸 (AU)     | 轨道周期 (天) | 離心率          | 傾角 | 半径 |
| ----------------- | --------------- | --------------- | ------------- | --------------- | ---- | ---- |
| c                 | ≥0.15 ± 0.03 MJ | 0.5137 ± 0.0006 | 110.9 ± 0.3   | 0.3495 ± 0.0002 | —    | —    |
| b                 | ≥1.49 ± 0.03 MJ | 1.2218 ± 0.0008 | 406.6 ± 0.4   | 0.009 ± 0.004   | —    | —    |

## 外部連結
- . Extrasolar Visions.   [2008-08-30]. （原始内容存档于2011-06-05）.